# Branded and Exiled
Branded and Exiled (с англ. — «Заклеймённый и изгнанный») — второй студийный альбом немецкой метал-группы Running Wild, выпущенный западногерманским лейблом Noise Records осенью 1985 года.
Летом 1985 года гитарист Причер покинул группу и на его место был приглашён Майк Моти, который во время записи альбома (в западноберлинской студии «Casablanca», в августе) исполнил партии соло-гитары в 3 песнях. Пластинка вышла осенью и разошлась тиражом около 35 000 экземпляров, несмотря на средние оценки профессиональных критиков. 

## Песни
- Гимн «Chains and Leather» является одной из самых ранних песен Running Wild и написан Рольфом Каспареком примерно в 1980 году. Первоначально была записана в 1983 году на студии «Preußen» вместе с песней «Adrian (S.O.S)» и результатом музыканты остались очень недовольны. Тем не менее этот вариант вошёл в демо-ленту «Heavy Metal like a Hammerblow». Альбомный вид получила вместе с остальными песнями во время студийных сессий в августе 1985 года, а в 1990 году перезаписана заново для мини-альбома «Wild Animal».
- В тексте песни «Mordor» возможно впервые обитатели Мордора представлены как положительная сторона[2].
- Песни «Branded and Exiled», «Fight the Oppression» и «Marching to Die» в 1991 году были перезаписаны составом того времени и изданы на сборнике «The First Years Of Piracy»[3].

## Список композиций
Автор музыки и текстов — Рольф Каспарек, кроме #2 (текст в соавторстве со Штефаном Бориссом) и #6 (музыка и текст — Штефан Борисс).
1. «Branded and Exiled» (рус. Заклеймённый и изгнанный) — 3:53
2. «Gods of the Iron» (рус. Боги железа) — 4:01
3. «Realm of Shades» (рус. Царство теней) — 4:27
4. «Mordor» (рус. Мордор) — 4:49)
5. «Fight the Oppression» (рус. Борись с угнетением) — 4:53
6. «Evil Spirit» (рус. Дух зла) — 3:18
7. «Marching to Die» (рус. Маршируя навстречу смерти) — 4:35
8. «Chains and Leather» (рус. Цепи и кожа) — 5:42

## Форматы и переиздания
Изначально альбом был выпущен в виде виниловой пластинки (#N0020), а в 1988 году переиздан на компакт-диске (#N0020-3).

## Участники записи
- Rock’n’Rolf — гитара, вокал
- Majk — соло-гитара (в песнях ##2, 7, 8)
- Stephan — бас
- Hasche — ударные